# Медийни изкуства
Медийни изкуства най-общо са всички произведения на изкуството, които използват медии. Това е жанр в съвременното изкуство и някои намират неговото начало в първите експерименти с движеща се фотография през 19 век. Днес най-разпространената му форма е нет-арт: изкуство в интернет. Сравнително голяма популярност имат и различни медийни инсталации, често на обществени места.